# Tenebre 2
Tenebre 2 (în engleză Jeepers Creepers 2) este un film horror american din 2003 scris și regizat de Victor Salva. Filmul reprezintă o continuare a poveștii din Tenebre și este al doilea film al seriei. Acțiunea are loc la patru zile după evenimentele din primul film; Jonathan Breck revine în rolul lui Creeper, o creatură demonică și misterioasă, care hărțuiește un autobuz școlar plin cu liceeni. În film apare și actorul Ray Wise în rolul lui Jack Taggart, un bărbat care să răzbune uciderea mezinului familiei de către creatură cu o zi înainte. De asemenea, Francis Ford Coppola revine în calitate de producător executiv.
Produs de Myriad Pictures⁠(d) și American Zoetrope, filmările pentru Jeepers Creepers 2 s-au desfășurat în Tejon Ranch și Long Beach, California. Filmul a fost lansat de United Artists în Statele Unite pe 29 august 2003 unde a fost întâmpinat cu recenzii în mare parte negative din partea criticilor. Cu un buget de 17 milioane de dolari, filmul a avut încasări de 119,9 milioane de dolari la nivel internațional și a generat un prequel lansat sub numele de Jeepers Creepers 3 în 2017.

## Prezentare
Povestea începe la câteva zile dupa evenimentele din primul film.Billy Taggart își ajută tatăl la construcția unor sperietori.În tot acest timp, observă că una dintre sperietori are gheare și uneori chiar mișcă, lucru ce-l pune pe fugă pe mezinul familiei.Strigând după ajutor, Billy, care încerca să-și croiască drum printre lanurile de porumb, este prins de către Creeper.Tatăl său, Jack Taggart Sr., o luă la fugă printre lanuri, însă sperietoarea izbuti să-și ia zborul. 
Întorși dintr-un campionat, un grup de jucători liceeni de baschet, împreună cu antrenorii și majoretele devin blocați pe șoseaua East 9 în Kassel din cauza unei roți sparte. După ce schimbase cauciucul, își continuară drumul. Când se întunecase, cauciucul se sparse din nou; atunci The Creeper îi atacară prima dată pe antrenori și pe șofer, înaintea adoleșcenților. 
În același timp, Jack și fiul său aveau misiunea personală de al ucide pe Creeper. Oricum, adoleșcenții observă că creatura este mult mai puternică decât și-au imaginat; când capul lui Creeper este distrus, acesta ucide un adoleșcent din autobuz, decapitândul și consumându-i capul. The Creeper își smulge capul și îl înlocuiește cu cel al victimei; apoi capul victimei se transformă în capul lui Creeper, așa cum era înainte de a fi distrus. Adoleșcenții părăsesc autobuzul în căutare de ajutor, neștiind că Creeper doar îi aștepta să iasă. Acesta omoară doi din grup iar unul dintre ei, Bucky, se întoarce în autobuz. Creeper îl prinde, dar este lovit de harponul lui Jack Taggart, care trece prin el. Acesta rămâne în viață și începe să tragă de camionetă, într-un final răsturnând camioneta. După ce scăpă, îl nimerise printre geamurile autobuzului din nou dar și de data asta reuși să scape. Trei dintre adoleșcenți găsiră o camionetă abandonată în mijlocul terenului, încercând să scape cu aceasta dar devenind toți trei o ținta pentru The Creeper . Șoferul apasă pe frână iar Creeper trece prin camionetă rupându-și aripile, un picior și o mână dar având puterea să-l atace pe Double D care avea câteva răni. În timp ce încerca să-l devoreze pe Double D, Jack Taggar îi trase cu harponul direct prin cap, iar cu altul de mai multe ori în piept. Lui The Creeper i s-au terminat cele 23 de zile și a intrat în hibernare ( dupa cum spunea Mixie, adoleșcentul medium).
Peste 23 de ani, copii au auzit de fermierul care a ucis creatura și doresc să o vadă. Plătesc 5$ să vadă „atracția” numită liliacul din iad. The Creeper era crucificat pe perete, iar, Jack stateă cu harponul încărcat și gata să-i străpungă inima creaturii. Acesta aștepta ca creatura să învie din nou.

## Distribuție
- Jonathan Breck ca The Creeper[7]
- Ray Wise ca Jack Taggart, Sr.
- Luke Edwards ca Jack Taggart, Jr.
- Eric Nenninger ca Scott Braddock
- Garikayi Mutambirwa ca Deaundre "Double D" Davis
- Nicki Aycox ca Minxie Hayes
- Travis Schiffner ca Izzy Bohen
- Marieh Delfino ca Rhonda Truitt
- Billy Aaron Brown ca Andy "Bucky" Buck
- Lena Cardwell ca Chelsea Farmer
- Diane Delano ca Bus Driver Betty
- Jameer Keel ca Coach Charlie Hanna
- Tom Tarantini ca Coach Dwayne Barnes
- Justin Long ca Darry Jenner
- Shaun Fleming ca Billy Taggart
- Al Santos ca Dante Belasco
- Josh Hammond ca Jake Spencer
- Kasan Butcher ca Kimball "Big K" Ward
- Drew Tyler Bell ca  Jonny Young
- Bob Papenbrook ca Man in station wagon
- Jon Powell ca Older Jack, Jr.

## Lansare

### Box office
Jeepers Creepers 2 a avut premiera în 3.124 de cinematografe și a avut un venit intern de 35.667.218 de dolari. Veniturile internaționale au fost de 84.300.000 de dolari, iar brutul la nivel mondial a fost de 119.923.801 dolari, mult mai mare decât obținuse primul film.
Și-a depășit predecesorul - Tenebre - și stabilit un nou record în materie de venituri obținute pe patru zile în weekendul de Ziua Muncii⁠(d). Recordul a fost depășit  în 2005 de către filmul Curierul 2. După weekendul de Ziua Muncii din 2020, Tenebre 2 deține încă locul 6, iar pe locul 8 se află Tenebre.

### Home media
Pe 23 decembrie 2003, MGM a lansat filmul pe VHS și DVD. A fost lansat pe Blu-ray de două ori alături de primul film, inclusiv de Shout! Factory⁠(d)

### Critici
Criticile nu au lipsit, i-ar Rotten Tomatoes i-a dat filmului un rating de 22% și a spus că „Jeepers Creepers 2 este competent făcut, dar nu are spaima originală”.

### Premii
- Nominalizare - Academy of Science Fiction, Fantasy & Horror Films
- Nominalizare - Premiul Saturn pentru cel mai bun film de groază
- Nominalizare - Motion Picture Sound Editors⁠(d): Premiul Golden Reel  pentru cea mai bună montare sonoră într-un lungmetraj (David Bondelevitch și Victor Salva)

## Continuări
În septembrie 2015, Jeepers Creepers 3 a primit aprobare. Filmările ar fi trebuit să înceapă în aprilie 2016, însă au fost suspendate când Victor Salva nu a fost lăsat să filmeze în Canada din cauza trecutului său. Filmul a fost lansat în cele din urmă în noaptea de 26 septembrie 2017 la 14 ani de la lansarea Jeepers Creepers 2. A încasat 2,3 milioane de dolari în cinematografe.